# Martienssen
Martienssen ist ein patronymischer Familienname, der vom Namen Martin hergeleitet wird (Sohn des Martin). Er ist der Familienname folgender Personen:
- Carl Adolf Martienssen (1881–1955), deutscher Pianist und Musikpädagoge
- Franziska Martienssen-Lohmann (1887–1971), deutsche  Musikpädagogin
- Oscar Martienssen (1874–1957), deutscher Physiker
- Robert Martienssen (* 1960), britischer Genetiker
- Werner Martienssen (1926–2010), deutscher Physiker

Siehe auch:
- Martinsen